# Government Accountability Office

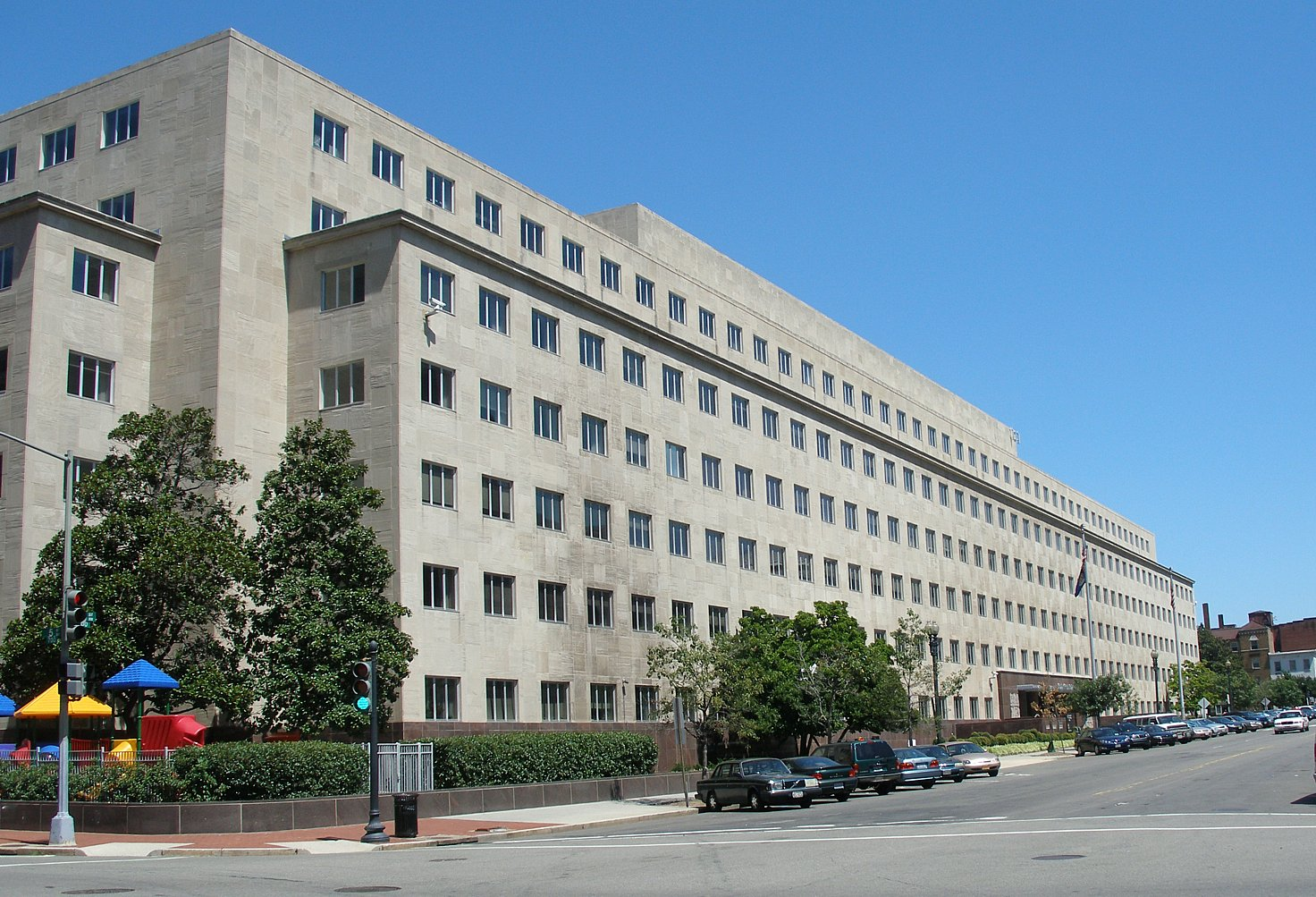
La sede dell'agenzia a Washington.

Il Government Accountability Office (GAO) è una sezione investigativa del Congresso degli Stati Uniti d'America dedita all'auditing e alla valutazione in varie materie. Fa parte dell'organizzazione del governo federale degli Stati Uniti d'America.
Venne creata dal Budget and Accounting Act del 1921 ed è diretta dal "Comptroller general of the United States", e agisce su impulso del congresso, del Comptroller stesso o nei casi in cui le leggi federali ne richedano l'intervento.